# Си Џеј Кокс
Си Џеј Кокс (енгл. C. Jay Cox; Невада, САД, 1962) амерички је режисер, продуцент и сценариста.
Написао је сценарио за филм Sweet Home Alabama са Рис Видерспун у главној улози. Филм је био успешан, поставши хит у кинима. Након тога режирао је филм Latter Days који је освојио неколико награда публике на филмским фестивалима. Филм није аутобиографски, али је дубоко личан. Кокс је био мормон пре него што се преселио у Лос Анђелес, где је признао да је геј. Године 2008. режирао је филм Kiss the Bride са Тори Спелинг у главној улози, а следеће године је написао сценарио за филм New in Town у којем глуми Рене Зелвегер.

## Филмографија

### Глумац
- 1987
- 1987

### Режисер
- 1996
- 1998
- 2003
- 2008

### Сценариста
- 1998
- 1998
- 1998
- 2002
- 2003
- 2009